# 国鉄タキ22800形貨車
国鉄タキ22800形貨車（こくてつタキ22800がたかしゃ）は、かつて日本国有鉄道（国鉄）及び1987年（昭和62年）4月の国鉄分割民営化後は日本貨物鉄道（JR貨物）に在籍した私有貨車（タンク車）である。

## 概要
本形式は、過酸化水素専用の35t積タンク車として1972年（昭和47年）3月21日から1982年（昭和57年）7月12日にかけて5ロット11両（タキ22800 - タキ22810）が富士重工業、日本車輌製造の2社で製作された。
落成時の所有者は、日本パーオキサイド、東海電化工業の2社であり、その各々の常備駅は、郡山駅、岳南富士岡駅である。全車生涯所有者が変わることなく運用された。
1979年（昭和54年）10月より化成品分類番号「化侵58」（酸化性の物質、侵食性の物質、酸化性物質、侵食性のあるもの）が標記された。
ロットによりタンク体材質が変わり前期車（タキ22800 - タキ22805）は、純アルミニウム（A1070P）製、後期車（タキ22806 - タキ22810）は、アルミクラッド（外面がアルミ合金、内面が純アルミ）製であった。前期車は、破損防止の注意喚起のため、副記号「ア」を冠し、「アタキ」と称し、タンク体には「純アルミ」、「連結注意」と標記された。後期車は、形式番号の上に小さく「アルミクラッド」と標記された。
荷役方式は、積込は液出入管から行い、荷卸しはS字管を使用した液出入管と空気加圧による上出し方式である。液出入管と空気管はドームの頂部に設けられ、空気管には異物除去用のフィルターが内蔵されている。塗色は、アルミニウム地肌の銀色である。
全長は12,100mm、14,100mm（前期車、後期車の順以下同じ）、全幅は2,588mm、2,500mm、全高は3,879mm、3,699mm、台車中心間距離は8,000mm、9,600mm、実容積は31.8m3、自重は15.5t、換算両数は積車5.0、空車1.6、台車は、前期車（タキ22800 - タキ22805）がベッテンドルフ式のTR41C、後期車（タキ22806 - タキ22810）が同式のTR225であった。
1987年（昭和62年）4月の国鉄分割民営化時にはタキ22801を除く10両がJR貨物に継承され、1995年（平成7年）度末時点で1両（タキ22810）が現存していたが、1998年（平成10年）4月に最後まで在籍した1両（タキ22810）が廃車となり同時に形式消滅となった。

### 年度別製造数
各年度による製造会社と両数、所有者は次のとおりである。
- 昭和46年度 - 2両
  - 富士重工業 2両 日本パーオキサイド（タキ22800・タキ22801）
- 昭和47年度 - 2両
  - 富士重工業 2両 日本パーオキサイド（タキ22802・タキ22803）
- 昭和48年度 - 2両
  - 富士重工業 2両 日本パーオキサイド（タキ22804・タキ22805）
- 昭和54年度 - 4両
  - 富士重工業 4両 日本パーオキサイド（タキ22806 - タキ22809）
- 昭和57年度 - 1両
  - 日本車輌製造 1両 東海電化工業（タキ22810）